# Поляки в Литві
Поляки в Литві — спільнота, що нараховує близько 200 тисяч осіб. Поляки є найбільшою національною меншиною Литви і становлять близько 6,58 % мешканців держави. Мешкають переважно у Вільнюсі та компактно у Вільнюському, Шальчинінкському, Тракайському та Швянченіському районах (у перших двох становлять більшість). Переважна більшість поляків у Литві проживає в регіонах країни, які належали Польщі до 1939 року (де-факто 1945 року).

## Статистика
За переписом населення 2001 року в Литовський Республіці мешкало 234 989 осіб польської національності. За офіційними даними поляки становили 6,74 % від усіх мешканців, що є найбільшою національною меншиною республіки. Другою за чисельністю національною меншиною є росіяни. Сучасна статистика свідчить про подальше скорочення чисельності поляків до 200 тисяч осіб, що становить майже 6,6 % мешканців Литви. Кількість поляків у країні між переписами 2001 та 2011 років скоротилася на 14,8 %.
|                                    |                                  |
| Відсоток поляків за районами.      | Чисельність поляків за районами. |
| Джерело: загальний перепис 2001 р. |                                  |

| 1897 | 260000 | 9,7 %  | -      | перепис |
| 1923 | 415000 | 15,3 % | -      | оцінка  |
| 1959 | 230000 | 8,5 %  | 96,8 % | перепис |
| 1970 | 240200 | 7,7 %  | 92,4 % | перепис |
| 1979 | 247000 | 7,3 %  | 88,3 % | перепис |
| 1989 | 258000 | 7,0 %  | 85,0 % | перепис |
| 2001 | 235000 | 6,7 %  | 80,0 % | перепис |
| 2008 | 208300 | 6,2 %  | -      | оцінка  |
| 2011 | 200300 | 6,6 %  | 79,0 % | перепис |

За 1959—1989 роки, незважаючи на зростання чисельності поляків у Литві, кількість тих, хто вважав рідною мовою польську, була сталою на рівні близько 220 000, та вже перший перепис у незалежній Литві (2001 року) показав зниження до 188 000 осіб.
Найбільшим скупченням поляків у Литві є Вільнюський повіт, де поляки становлять 23 %. У власне Вільнюсі мешкає бл. 16,5 % осіб польської національності. Найбільший відсоток поляки становлять у Шальчинінкаї — близько 80 %.
| Польське населення за повітами Литви | Польське населення за повітами Литви | Польське населення за повітами Литви | Польське населення за повітами Литви | Польське населення за повітами Литви | Польське населення за повітами Литви | Польське населення за повітами Литви | Польське населення за повітами Литви | Польське населення за повітами Литви | Польське населення за повітами Литви | Польське населення за повітами Литви |
| ------------------------------------ | ------------------------------------ | ------------------------------------ | ------------------------------------ | ------------------------------------ | ------------------------------------ | ------------------------------------ | ------------------------------------ | ------------------------------------ | ------------------------------------ | ------------------------------------ |
| Повіт                                | Алітуський                           | Вільнюський                          | Каунаський                           | Клайпедський                         | Маріямпільський                      | Паневежиський                        | Тауразький                           | Тельшяйський                         | Утенський                            | Шяуляйський                          |
| 2001                                 | 3936                                 | 216 012                              | 318                                  | 975                                  | 3816                                 | 643                                  | 98                                   | 144                                  | 8428                                 | 619                                  |
| 2011                                 | 1,9 %                                | 23,0 %                               | 0,5 %                                | 0,2 %                                | 0,1 %                                | 0,2 %                                | 0,1 %                                | 0,1 %                                | 4,0 %                                | 0,1 %                                |

## Мова
Мову мешканців Віленщини вивчала Галина Турська. Варвара Двілевич описала мову мешканців села Буйвідзи. 2008 року працю на тему інтернетної мови віленців видала Кінґа Ґебен.